# 한국소비자평가
한국소비자평가(Korea Customer Appraisal, 韓國消費者評價)는 대한민국의 소비자 조사 기업이다. KCA한국소비자평가라고도 한다.
소비자법 제4조에 근거하여 소비자의 8대 권리인 안전할 권리, 정보를 제공받을 권리, 선택할 권리, 의견을 반영할 권리, 피해를 보상 받을 권리, 교육을 받을 권리, 단체를 조직하고 활동할 권리, 쾌적한 환경에서 소비생활을 할 권리를 충족시키기 위하여 서울특별시 여의도에 설립되었다.
주요 업무는 각종 소비자 조사 및 발표 업무, 신제품 뉴스 제공, 소비자 관련 캠페인 등이 있다. 소비자 조사 발표 업무의 경우 평가의 주체는 소비자가 되고 한국소비자평가는 평가자가 아닌 조사업무와 발표업무를 관장하는 것이 특징이다. 신제품 뉴스는 소비자 생활에 밀접한 내용을 대중이 알 수 있도록 언론 보도, SNS 등의 매체를 통해 제공한다.
업무의 역할과 기능은 소비자의 권익 향상과 동시에 기업의 자가진단 및 더 나은 제품과 서비스를 위한 자료가 된다. 소비자 조사 내용을 발표함으로서 소비자에게는 의견이 반영 될 권리와, 알 권리, 선택할 권리를 충족시키고 기업에게는 소비자의 의견을 전달하여 가치를 향상시켜 궁극적으로 소비자가 더 쾌적한 환경에서 소비할 수 있는 권리를 충족하게 된다.